# Xyphinus xelo
Xyphinus xelo är en spindelart som beskrevs av Christa L. Deeleman-Reinhold 1987. Xyphinus xelo ingår i släktet Xyphinus och familjen dansspindlar. Inga underarter finns listade i Catalogue of Life.